# گیلرمو فرناندز (بازیکن فوتبال، زاده ۱۹۹۳)
گیلرمو فرناندز (انگلیسی: Guillermo Fernández؛ زادهٔ ۲۳ مهٔ ۱۹۹۳) بازیکن فوتبال اهل اسپانیا است.
از باشگاه‌هایی که در آن بازی کرده‌است می‌توان به باشگاه فوتبال راسینگ سانتاندر، باشگاه فوتبال نومانسیا، باشگاه فوتبال اتلتیک بیلبائو، باشگاه فوتبال الچه، باشگاه فوتبال لگانس، و باشگاه فوتبال اتلتیک بیلبائو بی اشاره کرد.